# 仙台東一番丁教会
仙台東一番丁教会（せんだいひがしいちばんちょうきょうかい）は、宮城県仙台市青葉区一番町にある、長老派で日本基督教団所属の教会である。

## 概要・歴史
1880年（明治13年）に新潟県内で伝道していた押川方義、吉田亀太郎が、新潟大火をきっかけに、宮城県への伝道のビジョンを与えられた。新潟にいたスコットランド一致長老教会の宣教師T・A・パームの励ましにより、9月6日に一家で新潟を出発し、20日かけて仙台に着く。そこで、押川と吉田は10月10日に仙台北三番丁通角に「基督教講義所」を開設する。押川と吉田が仙台市内を回って伝道する、翌年押川が腸チフスに罹り、3か月間療養生活を行う。吉田が伝道を続け、1881年（明治14年）5月1日に横山覚、伊藤悌三の2人が押川から洗礼を受けた。この日が、国分町1丁目小西方の仙台教会の設立記念日になった。1885年に日本基督一致教会に加入し、宮城中会を組織する。
1885年（明治18年）9月18日、押川、W・E・ホーイらが宮城女子学校（宮城学院）を創設する。
1887年（明治20年）に東二番丁角、本願寺別院跡に移転する。1890年（明治23年）に日本基督教会所属となり、仙台日本基督教会と改称する。1941年（昭和16年）に日本基督教団が成立すると、仙台東二番丁教会と改称された。
1954年（昭和29年）、東一番丁（現、一番町1丁目）に移転して、仙台東一番丁教会と改称し、今日に至る。